# Wardriving
A wardriving egy tevékenység, melynek keretében Wi-Fi hálózatok után kutatnak.
Ez utóbbi tevékenység kezd egyre népszerűbbé válni, pedig a wardriving eredetileg a hálózatok nevének/helyzetének felderítésének öröméről szól. Azt a tevékenységet pedig, amikor valaki azért keres védetlen hálózatokat, hogy azokat használja, azt piggybacking-nek hívják.
A tevékenység neve az 1983-as Háborús Játékok című filmre utal. 
A wardriving-hez szükséges szoftverek az Interneten szabadon hozzáférhetőek, minden fontosabb PC operációs rendszerre, okos-telefonokra, illetve néhány játékkonzolra.
A Piggybacking nem törvénytelen, de etikátlan, mert mások berendezését és a mások által fizetett sávszélességet használja, és személyiségi jogi kérdéseket is felvet, hiszen ezáltal a Piggybacker mások személyes adataihoz fér hozzá.
A tevékenység közben általában autóban mozognak. Ha gyalog mennek, akkor warwalkingnak nevezik, ha biciklivel, akkor warbikingnak.

## Kellékek
- Autó
- Hordozható számítógép
- WLAN antenna
- GPS

A GPS nem feltétlenül szükséges, de a pontos helymeghatározást nagyban segíti.

## A szó eredete
A szó eredete egy '80-as években nagy sikerrel futott filmhez kapcsolódik. A Magyarországon Háborús játékok (War Games) címen bemutatott moziban a főhős találomra tárcsáz számítógépével telefonszámokat modemekre vadászva; ez a wardialing.